# Leichtathletik-Europameisterschaften 1994/400 m Hürden der Männer

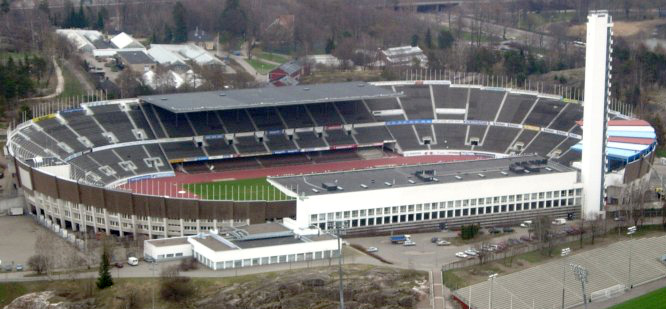
Das Olympiastadion von Helsinki im Jahr 2005

Der 400-Meter-Hürdenlauf der Männer bei den Leichtathletik-Europameisterschaften 1994 wurde vom 7. bis 10. August 1994 im Olympiastadion der finnischen Hauptstadt Helsinki ausgetragen.
Europameister wurde der Ukrainer Oleh Twerdochleb. Rang zwei belegte der schwedische EM-Zweite von 1990 Sven Nylander. Bronze ging an den Franzosen Stéphane Diagana.

## Rekorde

### Bestehende Rekorde
| Weltrekord           | 46,78 s | Kevin Young   | OS Barcelona, Spanien  | 6. August 1992    |
| Europarekord         | 47,48 s | Harald Schmid | EM Athen, Griechenland | 8. September 1982 |
| Europarekord         | 47,48 s | Harald Schmid | WM Rom, Italien        | 1. September 1987 |
| Meisterschaftsrekord | 47,48 s | Harald Schmid | EM Athen, Griechenland | 8. September 1982 |

Der seit 1982 bestehende EM-Rekord wurde auch bei diesen Europameisterschaften nicht erreicht. Die schnellste Zeit erzielte der ukrainische Europameister Oleh Twerdochleb im Finale mit 48,06 s, womit er 58 Hundertstelsekunden über dem Rekord – und damit gleichzeitig auch über dem Europarekord – blieb. Zum Weltrekord fehlten ihm 1,28 s.

### Rekordverbesserungen
Im Finale am 10. August wurden zwei neue Landesrekorde aufgestellt:
- 48,06 s – Oleh Twerdochleb, Ukraine
- 48,77 s – Pedro Rodrigues, Portugal

## Legende
| NR | Nationaler Rekord |

## Vorrunde
7. August 1994
Die Vorrunde wurde in fünf Läufen durchgeführt. Die ersten beiden Athleten pro Lauf – hellblau unterlegt – sowie die darüber hinaus sechs zeitschnellsten Läufer – hellgrün unterlegt – qualifizierten sich für das Halbfinale.

### Vorlauf 1
| Platz | Name             | Nation         | Zeit (s) |
| ----- | ---------------- | -------------- | -------- |
| 1     | Stéphane Diagana | Frankreich     | 49,29    |
| 2     | Vadim Zadoinov   | Moldau         | 49,51    |
| 3     | Peter Crampton   | Großbritannien | 49,71    |
| 4     | Michael Kaul     | Deutschland    | 50,04    |
| 5     | Piotr Kotlarski  | Polen          | 50,04    |
| 6     | Daniel Ritter    | Schweiz        | 50,16    |
| 7     | Carlos Silva     | Portugal       | 50,88    |

### Vorlauf 2
| Platz | Name                  | Nation         | Zeit (s) |
| ----- | --------------------- | -------------- | -------- |
| 1     | Pedro Rodrigues       | Portugal       | 49,05    |
| 2     | Gary Cadogan          | Großbritannien | 49,55    |
| 3     | Paweł Januszewski     | Polen          | 50,01    |
| 4     | Vesa-Pekka Pihlavisto | Finnland       | 50,12    |
| 5     | Marko Granat          | Schweden       | 50,28    |
| 6     | Tom McGuirk           | Irland         | 50,84    |
| 7     | Giorgio Frinolli      | Italien        | 51,16    |
| 8     | Costas Pochanis       | Zypern         | 52,07    |

### Vorlauf 3
| Platz | Name              | Nation         | Zeit (s) |
| ----- | ----------------- | -------------- | -------- |
| 1     | Oleh Twerdochleb  | Ukraine        | 49,20    |
| 2     | Niklas Wallenlind | Schweden       | 49,45    |
| 3     | Marc Dollendorf   | Belgien        | 49,45    |
| 4     | Dusán Kovács      | Ungarn         | 50,01    |
| 5     | Lawrence Lynch    | Großbritannien | 50,24    |
| 6     | Miro Kocuvan      | Slowenien      | 50,30    |
| 7     | Íñigo Monreal     | Spanien        | 51,51    |

### Vorlauf 4
| Platz | Name              | Nation      | Zeit (s) |
| ----- | ----------------- | ----------- | -------- |
| 1     | Edgar Itt         | Deutschland | 49,62    |
| 2     | Fabrizio Mori     | Italien     | 49,71    |
| 3     | Jozef Kucej       | Slowakei    | 49,91    |
| 4     | Jean-Paul Bruwier | Belgien     | 50,28    |
| 5     | Aleksey Bazarov   | Israel      | 50,31    |
| 6     | Petteri Pulkkinen | Finnland    | 51,05    |
| 7     | Salvador Vila     | Spanien     | 51,18    |
| 8     | Marek Helinurm    | Estland     | 51,87    |

### Vorlauf 5
| Platz | Name                 | Nation      | Zeit (s) |
| ----- | -------------------- | ----------- | -------- |
| 1     | Sven Nylander        | Schweden    | 49,71    |
| 2     | Ruslan Maschtschenko | Russland    | 50,28    |
| 3     | Ismo Hämeenniemi     | Finnland    | 50,44    |
| 4     | Óscar Pitillas       | Spanien     | 50,50    |
| 5     | Stéphane Caristan    | Frankreich  | 50,84    |
| 6     | Ashraf Saber         | Italien     | 50,87    |
| 7     | Helge Bormann        | Deutschland | 51,49    |

## Halbfinale
8. August 1994
Aus den beiden Halbfinalläufen qualifizierten sich die jeweils ersten vier Athleten – hellblau unterlegt – für das Finale.

### Lauf 1

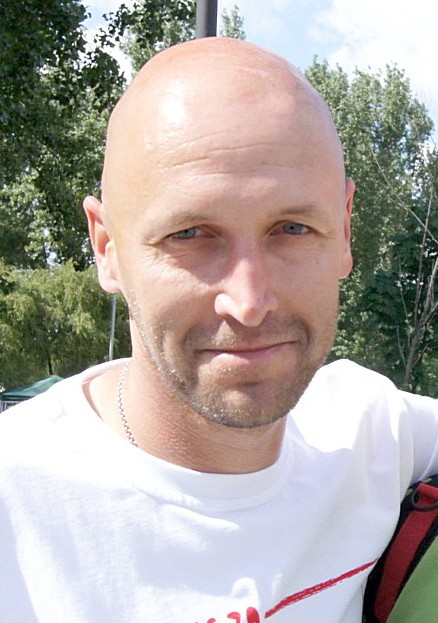
Paweł Januszewski schied als Sechster seines Vorlaufs aus

| Platz | Name              | Nation         | Zeit (s) |
| ----- | ----------------- | -------------- | -------- |
| 1     | Sven Nylander     | Schweden       | 48,72    |
| 2     | Pedro Rodrigues   | Portugal       | 49,04    |
| 3     | Edgar Itt         | Deutschland    | 49,40    |
| 4     | Gary Cadogan      | Großbritannien | 49,42    |
| 5     | Jozef Kucej       | Slowakei       | 49,75    |
| 6     | Paweł Januszewski | Polen          | 49,95    |
| 7     | Dusán Kovács      | Ungarn         | 50,01    |
| 8     | Fabrizio Mori     | Italien        | 66,35    |

### Lauf 2
| Platz | Name                 | Nation         | Zeit (s) |
| ----- | -------------------- | -------------- | -------- |
| 1     | Stéphane Diagana     | Frankreich     | 48,47    |
| 2     | Oleh Twerdochleb     | Ukraine        | 49,00    |
| 3     | Peter Crampton       | Großbritannien | 49,26    |
| 4     | Vadim Zadoinov       | Moldau         | 49,30    |
| 5     | Niklas Wallenlind    | Schweden       | 49,31    |
| 6     | Marc Dollendorf      | Belgien        | 49,34    |
| 7     | Ruslan Maschtschenko | Russland       | 50,47    |
| 8     | Michael Kaul         | Deutschland    | 51,30    |

## Finale

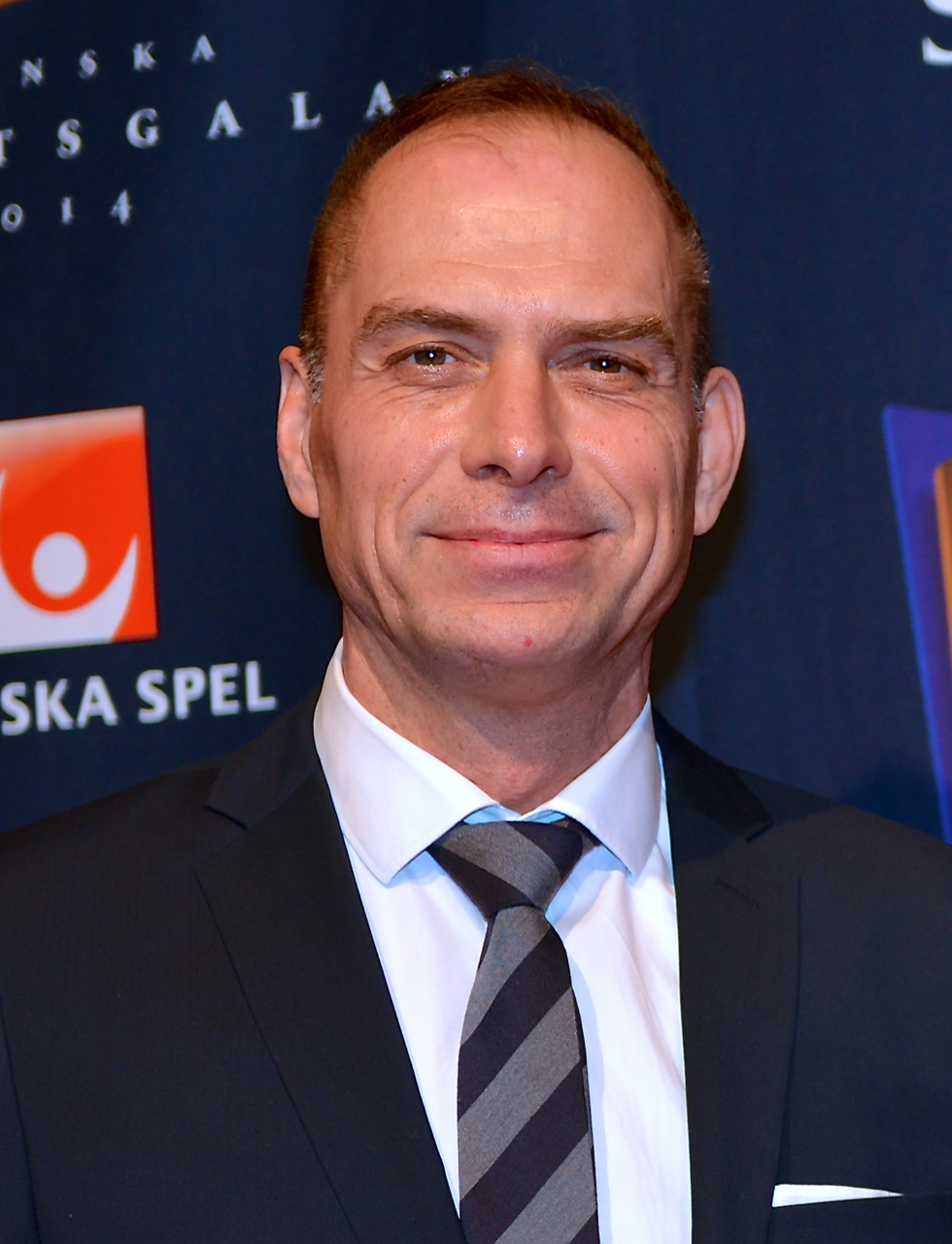
Sven Nylander (hier im Jahr 2014) – zum zweiten Mal in Folge Vizeeuropameister
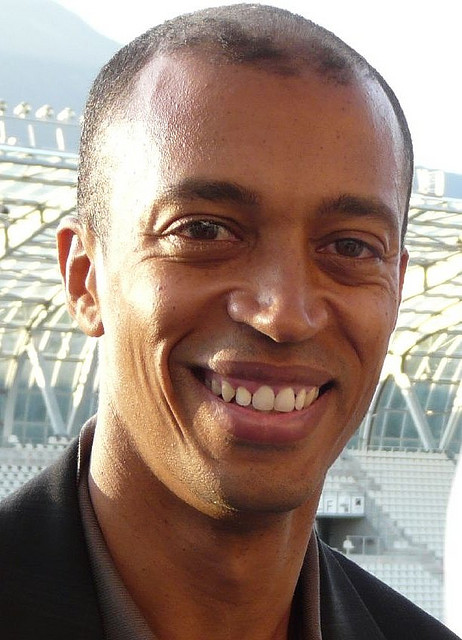
Stéphane Diagana errang seine erste internationale Medaille – es sollten noch zahlreiche weitere folgen

10. August 1994
| Platz | Name             | Nation         | Zeit (s) |
| ----- | ---------------- | -------------- | -------- |
| 1     | Oleh Twerdochleb | Ukraine        | 48,06 NR |
| 2     | Sven Nylander    | Schweden       | 48,22    |
| 3     | Stéphane Diagana | Frankreich     | 48,23    |
| 4     | Pedro Rodrigues  | Portugal       | 48,77 NR |
| 5     | Edgar Itt        | Deutschland    | 49,11    |
| 6     | Peter Crampton   | Großbritannien | 49,45    |
| 7     | Vadim Zadoinov   | Moldau         | 49,50    |
| 8     | Gary Cadogan     | Großbritannien | 49,53    |

## Videolinks
- 1994 European Championships 400m Hurdles Final, www.youtube.com, abgerufen am 1. Januar 2023
- Men's 400m Hurdles Final European Champs Helsinki 1994, www.youtube.com, abgerufen am 1. Januar 2023